# Anadrog
Anadrog war ein westslawischer Fürst in Mecklenburg oder Ostholstein 1036.
Er war Führer eines Stammes der Elbslawen im Einflussbereich des Herzogtums Sachsen.
1036 wurde er erwähnt, als er mit dem Fürsten Gneus bei Herzog Bernhard II. von Sachsen als Vasall in Hamburg erschien. Weitere Informationen über ihn sind nicht überliefert.